# Lanvin
Lanvin es una casa de modas francesa, fundada en 1889 en París por la estilista y diseñadora Jeanne Lanvin. La empresa es la más antigua en dicho rubro aún en actividad del país.

## Historia

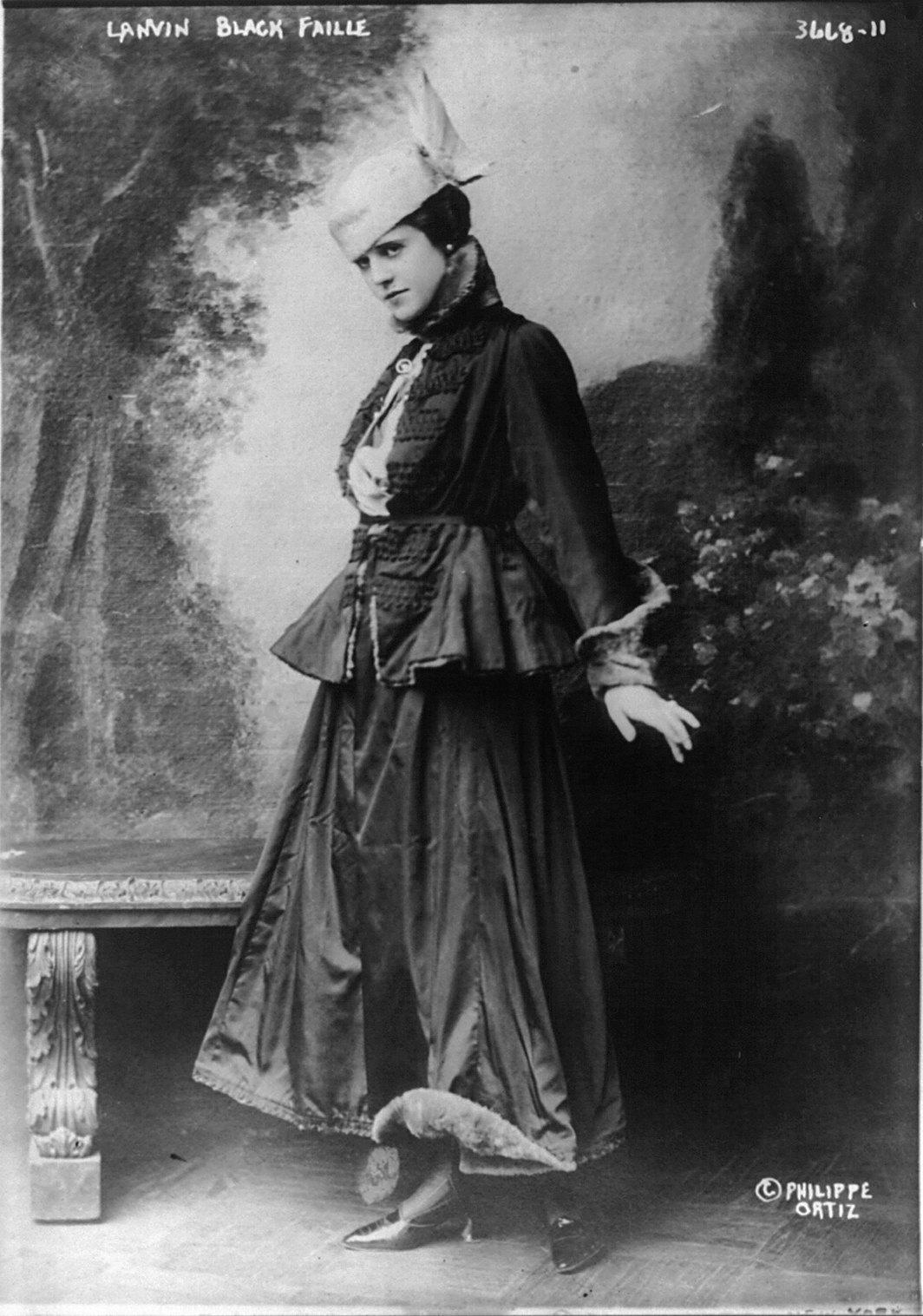
Un diseño de Lanvin confeccionado en noviembre de 1915 en París.

Lanvin confeccionó algunas prendas para su hija, las cuales llamaron la atención de varias personas acaudaladas que le encargaron copias para sus niñas. Pronto, Lanvin se encontraba haciendo vestidos para sus madres. Algunos de los más famosos nombres de Europa conformaban la clientela de su nueva boutique en la calle Faubourg Saint Honoré de París. En 1909, Lanvin se unió al Sindicato de la Alta Costura, lo que marcó su estatus formal de Diseñadora de moda.
En 1923, el imperio Lanvin incluía una fábrica de tintes en la ciudad de Nanterre. Durante los años 1920, Lanvin inauguró tiendas dedicadas a la decoración, a la ropa masculina, a las pieles y a la lencería, pero su más significativa expansión fue la creación de Lanvin Parfums SA en 1924 y la consecuente introducción de su insigne fragancia Arpège en 1927. Su posterior perfume, My Sin, era un aldehído basado en la planta heliotropo.
Siendo una de las más influyentes diseñadoras de los años 1920 y 30, la habilidad de Jeanne Lanvin con los cortes intrincados, los bordados y los adornos con cuentas sobre colores limpios, luminosos y florales se convirtió en su marca personal.